# رز لا فرانس

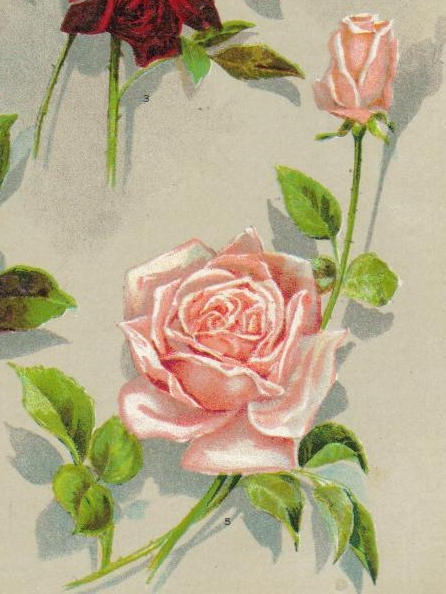

رز لا فرانس (به انگلیسی: Rosa La France) یکی از رقم‌های رز است. این رقم در سال ۱۸۶۷ به وجود آمد و به عنوان اولین رز دورگه چای و همچنین اولین نوع از رزهای باغی مدرن شناخته می‌شود. طول گیاه به ۱۲۰ سانتیمتر می‌رسد و در حدود ۶۰ گلبرگ دارد.